# アダルトゲーム
- コンピュータゲーム > コンピュータゲームのレイティングシステム > 成人向けゲーム > アダルトゲーム
- コンピュータゲーム > コンピュータゲームのジャンル > 成人向けゲーム > アダルトゲーム

アダルトゲームまたはエロゲ（英: ErogeまたはPorn game; 和製英語: Adult game）は、ハードコアな性的表現を好まない者や判断能力に劣る子供がプレーするには適さない『性的な表現』が含まれるコンピュータゲームのことである。
東京都青少年の健全な育成に関する条例においては、「電磁的記録媒体に記録されたプログラムを電子計算機等を用いて実行することにより、人に卑わいな行為を擬似的に体験させるもの」がこれにあたるとされており、他の地方公共団体の「青少年保護育成条例」においても、ほぼ同様の定義がなされている。
特に断り書きがない限り、日本国内での事例について述べる。

## 概要
コンピュータソフトウェア倫理機構（以下「ソフ倫」と略す場合がある）による公式名称は「R18ゲーム」であるが、俗に「エロゲ（ー）」「18禁ゲーム」と呼ばれる。1980年代の業界黎明期から「美少女ゲーム」という呼び方もある。ただし、特にパソコンゲームにおいて「美少女ゲーム」という表現を用いる場合には、主人公・主要キャラクターとして魅力的な美少女キャラクターが複数登場するが性的描写のシーンがないノンアダルト作品や性的描写を回避しつつも美少女の育成や恋愛要素が主眼である「ギャルゲー」をアダルトゲームとは別区分として指すこともあるほか、性的描写を含む「成人向けゲームソフト」についても女性プレイヤー向けに美形男性キャラクターの同性愛を描いた「ボーイズラブゲーム」、女性視点で描かれる「18禁乙女ゲーム」、男性プレイヤー向けに少年愛を描いた「ショタゲー」、男性同性愛者向けにゲイ雑誌に通じる表現技法で同性愛を描いた「ゲイ向けゲーム」なども存在するため、「アダルトゲーム＝美少女ゲーム」という構図は成り立たない。
かつてはアダルトゲームのほとんどは、ソフ倫などの審査機構が審査し、x86アーキテクチャ上で稼働するWindowsをプラットフォームとしたパーソナルコンピュータ（以下「PC」もしくは「パソコン」と略す）向けのパソコンゲームとして発売されていたが、2010年代に入り、Androidを搭載したスマートフォンやタブレット端末などの携帯情報端末をプラットフォームとした製品（スマホゲーム）や、ブラウザ上で動作するブラウザゲームや、同人ゲームが増え、審査機構が審査するアダルトゲームのタイトル数や売上の減少が続いていることもあり、2022年現在はそちらの方が主流となっている。

## 法律上の扱いとライセンス条件
販売に当たっては、メーカー間の自主規制や児童福祉法、風営法、各都道府県および市区町村の青少年保護育成条例や迷惑防止条例により、18歳未満の者や過激な性的表現を望まない者の目に触れることがないよう販売店における陳列の分離や販売時の年齢確認を徹底するよう通達がなされている。また、刑法175条（わいせつ物頒布罪）による規制を受けて、性器描写にはモザイク処理などがかけられる。この刑法175条については、現状にそぐわない不合理な規制であるから廃止すべきとの批判もあり、参議院議員の山田太郎が刑法175条の見直しを提唱している。

## 特徴
ゲームジャンルは、ソフ倫審査のものではアドベンチャーゲームとその亜種であるビジュアルノベルが圧倒的多数を占めるのに対し、現在主流となっているスマホ向けやブラウザゲームや同人ゲームはRPGが中心ではあるものの、シミュレーションゲームやシミュレーションRPGやアクションゲームなどもあり、ジャンルが多岐にわたっている。
ゲーム内のイベント画面やキャラクターの立ち姿のグラフィックについては、日本では漫画・アニメ調の平面的な2Dグラフィックスによる静止画像がそのほとんどを占めており、3Dグラフィックスを用いた作品は存在するが少数派である。海外のアダルトソフトでは一般的なポルノ女優によるヌード実写映像の作品は少ない。

受動的に鑑賞するアダルトビデオやヌード写真とは異なり、初期はキーボードからのコマンド入力、現在では主にマウス操作による登場人物の行動選択という形でのインタラクティヴな体裁を取り、現実の代替物ではなく独立したリアリティであり「萌え」「感動」「ノスタルジー」などとコミになった性的満足として存在している。このことは、日本では特有の発展を遂げた漫画・アニメなどのサブカルチャーと結びつかせる要因となり、また、ゲームソフト卸や一部のゲーム会社により自社の傘下に入ることを条件に制作チーム（ブランド）に開発資金を供給するシステムが広く確立されるとともに、資金や知名度の乏しいクリエイターやその集団が創作を行なう場として定着し、「成人向け作品として必要量の裸と"場面"を出しておけば、後は予算と納期と倫理基準の範囲内でクリエイターに裁量が与えられ、自由に表現を追求し創作意欲を満たせる」という、かつて斜陽の一途を辿る映画業界にあって機会に恵まれない多くの若手映画人が手腕を奮った日活ロマンポルノの成人映画と類似した制作システムの構造を成立させるに至り、日本のおたく文化の一翼を形成した。また人材発掘についても同様で、今日ではゲーム業界のみならずアニメ・漫画・小説などいわゆるメディアミックス関連業界全般への人材・コンテンツの主要な供給源の1つとしても機能しており、これら業界ではアダルトゲームからプロのクリエイターとしてのキャリアをスタートさせた人物や、あるいはクリエイターとして著名になる課程でアダルトゲーム業界に関与した経験を持つ人物はさして珍しいものではなくなっている。

アダルトゲームの場合、「家庭用ゲーム」とも呼ばれる家庭用ゲーム機では発生するハードウェアメーカーへのライセンス権使用料や特定ハードウェア向けの専用ワークステーション・開発キットの導入やリースにかかる高額なコストがなく、遥かに廉価で一般的な仕様のパソコンおよび汎用ソフトウェア開発キット・周辺機器があれば作業の大半が可能であり、プレイヤーの使用しているパソコンと大差がない仕様で開発を行っているメーカーも多い。開発環境へ導入するLANやファイルサーバも比較的小規模なもので必要充分であり、3Dグラフィックスやトゥーンレンダリングを本格導入するものでもなければ高性能なワークステーションを導入する必要もない。これらのことから、コンシューマゲーム機と比較すればアダルトゲームは小資本での制作が可能である。
コンシューマゲーム機と比較した場合にはハードウェアメーカーによる作品内容・シナリオや販売計画への企画・開発段階でのチェックや干渉がなく、販売対象を18歳以上に限定していることから、性的描写以外の部分においても表現の自由度が大きいこともアダルトゲームを特徴付けている重要な要素である。たとえば古典的な恋愛小説・純文学の様式表現を追求したい作品や、同様に若年層には理解し難いラブコメ・懐古趣味・愛憎劇や過激なパロディ要素や社会風刺を内含している作品、一般的なバトルシーンとは違う過激な暴力要素などでは、あえて登場人物の性描写を含めてパソコン向けのアダルトゲームのフォーマットで制作されることが多く、このような方向性を特に重視した作品の中にはヒロインの性的描写のシーンはゲームの本質に影響を及ぼさないサービスシーンという割り切った作りのものも見られる。これについては、
- 作品の性質上、18歳未満をターゲットに含める必要がない。
- 男と女、若者の人間模様や恋模様を描く作品の場合でも、コンシューマ機では根本的に性行為を想起させる要素は含ませられない[注 5]。
- 性的表現以外の面でも、コンシューマゲーム機ではライセンス権やゲームソフト流通を掌握管理するハードウェアメーカーがかつては独自基準、現在でもCERO準拠とはいえ独自のチェック項目を数多く設定しており、パロディなどに対してのチェックが非常に厳しく、ハードウェアメーカー側の「要望」という形での内容や表現への干渉・横槍も少なくない。
- 概してコンシューマゲーム機における表現の制限については運用が硬直的で、作品やシナリオの持つ文芸的要素・芸術的要素などを考慮した緩和も基本的にない。
- 18禁ということで、猟奇的、残酷的表現もコンシューマよりも過激な物も描ける。

このようなことが要因として挙げられ、いくら資金・人材・技術の面で制作が可能であってもコンシューマ機では現実にはソフトを流通させられず販売不可能な一方で、ハードウェアメーカーによる干渉がなく後述するような制作システムが構築されビジュアルノベルとそのゲームエンジンが普及・発展しているアダルトゲームならば制作・販売が容易でプレイヤーからも受容されやすいことなどが大きな要因になっている。ただし、アダルトゲームであっても、ソフ倫や日本コンテンツ審査センターなどの審査機構が審査するアダルトゲームについては一定の基準での審査が存在し、基準を満たさない作品は発売できない。それに対し、スマホゲームやブラウザゲームや同人ゲームなどでは審査機構による審査を受ける義務がなく、審査があるとしても販売サイトによる審査のみなので、さらに制作の自由度が高いとされる。

## 歴史
アダルトゲームの、歴史に関する部分を解説する。

### 創生期（1980年代）
最も古い日本製アダルトゲームは、シャープのMZ-80K・MZ-700向けにハドソンが1981年に発売した『野球拳』とされている。登場人物はキャラクターグラフィックで描かれていた。
1981年には、テキストベースのアダルトゲーム『ソフトポルノ・アドベンチャー』がシエラエンターテインメントよりリリースされた。1982年には、Mystiqueが『Beat 'Em & Eat 'Em』、『カスターズ・リベンジ』、『Bachelor Party』をリリースした。1983年には『X-Man』、『Swinging Singles』や『Strip Poker: A Sizzling Game of Chance』がリリースされた。
1982年（昭和57年）から1983年にかけて、パソコンショップを経営していた光栄マイコンシステム、九十九電機、PSK、CSKなどがアダルトゲームの制作・販売をしていた（ストロベリーポルノシリーズなど）。エニックスや日本ファルコムなど、後にコンシューマーゲームで名をはせるソフトメーカーから、ポニカなど映像・音楽ソフトメーカーもアダルトゲームの制作・販売に参入し、より性的な内容に特化したソフトウェアの開発が進み、1983年には10本以上のアダルトゲームが発売された。チャンピオンソフトから初のアダルトゲーム『アタックひろ子ちゃん』が発売されたのもこの年である。1985年（昭和60年）、現在のアダルトゲームの元祖といわれる『天使たちの午後』（ジャスト）が登場し、アダルトゲームにキャラクター性とストーリー性を盛り込むという形式の原型が生まれた。
同時代にこの他に脱衣麻雀に代表される「コンピューター版野球拳」などのゲームもあり、ゲームの内容とは無関係に性的画像を表示させ、その一点のみをもってアダルトゲームに分類されていた製品もみられる。このジャンルでは1983年（昭和58年）の『ジャンゴウナイト』（日本物産）が、アーケードゲーム初の脱衣麻雀として登場し、「脱衣もの」というジャンルが確立された。
この時代、一般社会においてアダルトゲームは特殊な再生媒体によるポルノ作品として認識され、その存在は「ほぼ無視ないし無名」という状態であった。このため業界共通の性的描写に関するガイドラインは存在せず、各企業の裁量に任されていた。1986年（昭和61年）に、刑法177条の強姦罪からタイトルを取った『177』（マカダミアソフト）が、草川昭三により国会で取り上げられて次第にアダルトゲームは問題視され、1988年（昭和63年）の東京・埼玉連続幼女誘拐殺人事件や、それに端を発した有害コミック騒動によりポルノ業界へ批判が増した。

### 1990年代前半
1988年から1991年ごろに、PC-9800シリーズが日本国内で販売されているPCハードウェアのシェアで圧倒的となり、16ビットパソコンの技術がある種の集大成を迎えた。1986年（昭和61年）発売のPC-9801VM21以降はグラフィック、効果音、記憶媒体の性能がそれ以前に比べ向上したうえ、事実上のOS統一などによる移植性の向上、スキャナ、グラフィックソフトなど製作に関する機器の値下がりなどにより、作り手側にとってゲームが製作しやすい環境となった。デジタル的であった色合いもアニメ的な色合いが出しやすくなった。
そのためか製作本数が以前より増え、多種多様なアダルトゲームが販売されるが、その内の一つを男子中学生が万引きした事件を切っ掛けに1991年に制作企業の社長がわいせつ図画販売目的所持で逮捕される事件（沙織事件）が起き、社会問題化する。こうしたことから、業界による自主規制団体が立ち上げられることとなり、翌1992年にコンピュータソフトウェア倫理機構が設立された。
この中で頭角を現したのがエルフで、1992年12月にリリースされた『同級生』は10万本を越えるベストセラーとなった。この作品は当初シミュレーションゲームの要素を取り入れたナンパゲームとして企画されていたが、各ヒロインに個性を与え、Hシーンに至るまでの恋愛ドラマを盛り込んだ結果、それまでのアダルトゲームのイメージを覆す恋愛ゲームとして評価された。
そして『同級生』のドラマ性を参考にして開発された非アダルトの美少女ゲーム『ときめきメモリアル』（1994年、コナミ）が家庭用ゲーム機市場にて大ヒットしたことにより、コンピュータゲームにおいて美少女ゲームが次第に市場に認知され、その中でアダルトなシーンまで踏み込むものとしてアダルトゲームが知られるようになる。

### 1990年代中ごろ
この時期は、ハードウェア的にはPC-9800シリーズからPC/AT互換機へ、ソフトウェア的にもCUIのDOS系OSからGUIのWindowsへの移行期であった。このころのアダルトゲームは「どうゲームとして面白くするか」が試行錯誤された時期であった。その中で、プレイヤーの選択によって異なる物語と結末が訪れるマルチシナリオ・マルチエンディング形式のゲーム『弟切草』（1992年、チュンソフト）がスーパーファミコンで発売されヒットする。この作品のシステムはアダルトゲームにも大きな影響を及ぼした。アダルトゲームでマルチシナリオを確立させたのは『河原崎家の一族』（1993年、シルキーズ）で、その後『DESIRE 背徳の螺旋』（1994年、シーズウェア）、『EVE burst error』（1995年、シーズウェア）へと発展してゆく。
1990年代半ばには、エルフとアリスソフトの2社を中心とした開発競争が繰り広げられ、「西のアリスソフト、東のエルフ」と呼ばれるようになった。この競争の過程で、ファンタジーアドベンチャーとウォーシミュレーションを融合させた『ドラゴンナイト4』（1994年、エルフ）、本格的ダンジョンRPGの『闘神都市II』（1994年、アリスソフト）、迷宮脱出推理アドベンチャーの『遺作』（1995年、エルフ）、マルチシナリオの『夢幻泡影』（1995年、アリスソフト）、『この世の果てで恋を唄う少女YU-NO』（1996年、エルフ）、地域制圧型シミュレーションの『鬼畜王ランス』（1996年、アリスソフト）など、多様なジャンル・形式のアダルトゲームが登場した。
このように多様化したジャンルの中で発展を遂げていったのは、より恋愛物語色を強めた『同級生』の後継作『同級生2』（1994年）で、以降のアダルトゲームはセックス描写を含む恋愛物語要素やシナリオを重視した、選択肢とイラストが付いた読み物とでも言うようなトレンドに傾いていく。
『SM調教師瞳』（スーパーファミコン向け）や『しあわせうさぎ』（PCエンジン向け）など、家庭用ゲーム機対応の「裏ソフト」と呼ばれる物が発売されたのもこのころである。

### 1990年代後半
技術面では、技術開発や記録媒体の大容量化によってパソコンの画像・音楽表現能力が著しく向上したうえ、1995年のWindows 95シリーズのヒット、パソコンの低価格化によってパソコンユーザーが増加した。一方で1999年に成立した「児童買春、児童ポルノに係る行為等の処罰及び児童の保護等に関する法律」によりアダルト・ポルノ業界に対する規制が強化され、対応が迫られるようになる。
1996年、Leafは『弟切草』を参考にビジュアルノベル第一作『雫』を制作、続いて同じコンセプトの『痕』を同年発売すると、インターネットが普及していない時代であったがパソコン通信や口コミで評判が広まりヒットし、ストーリー重視の流れがアダルトゲーム業界に定着した。翌1997年に発売された『To Heart』は、日常が舞台の恋愛ゲームとしてアダルトゲームの枠を飛び越え、家庭用ゲーム機への移植・テレビアニメ化・漫画化などのメディアミックスが図られた。プレイヤーの好みのキャラクターを用意するため、幼馴染・活発・無口・外国人などの定型的なキャラクター作りの先駆けでもある。
Leafとは別の方向でストーリー重視を打ち出して成功したのが『ONE 〜輝く季節へ〜』（1998年、Tactics）で、ラブストーリーに感動できる要素と泣ける要素を盛り込み、それを音楽によって高める演出の秀逸さで人気を集めた。この向きは、のちに同作の製作スタッフの一部がビジュアルアーツに移り旗揚げした新ブランドKeyの第1作『Kanon』（1999年）、第二作『AIR』（2000年）が立て続けに大ヒットしたことにより、「泣きゲー」というカテゴリを確立するに至った。

### 2000年代
2002年をピークにアダルトゲーム市場は衰退し、その関連のアダルトゲーム雑誌も同じく衰退している。同人イベントコミックマーケットにおいて、2000年冬に登場したオリジナル同人アダルトゲーム『月姫』（TYPE-MOON）が10万本以上の大ヒットとなり、同人原作作品ながらも事実上の商業化とメディアミックス展開を果たし、業界に大きな影響を与えた。
ソフ倫の規制強化を逆手に取るように、義妹・幼馴染・いとこ（主に従兄妹）をメインヒロインに据えた作品で多くの話題作が出た。その中で『みずいろ』（2001年、ねこねこソフト）、『D.C. 〜ダ・カーポ〜』（2002年、CIRCUS）が相次いでヒットした。
一方老舗のメーカーでエルフは鬼畜・凌辱物の『臭作』（1998年）・『鬼作』（2001年）といった純愛以外の作品や、ライトノベル作家あかほりさとる原作で、萌え重視・メディアミックス重視の『らいむいろ戦奇譚 〜明治日本、乙女 防人ス。〜』（2002年）を送り出す。もう一方の雄、アリスソフトはあくまでエロさとゲーム性を重視した作風の『大悪司』（2001年）、『Rance VI -ゼス崩壊-』（2004年）といった作品や、希望小売価格が2800円の『妻みぐい』（2002年）で低価格路線を打ち出して新たな流れに対抗した。また2003年には女性プレーヤーを対象にした『星の王女』（美蕾）が発売された。
高速インターネット回線の普及によりダウンロード販売が急速に拡大し、2004年には2万本であった販売数が翌2005年には17万本と急増した。その一方で、インターネットの大容量化は違法ダウンロードによる被害の拡大や、（2010年代に続く）動画共有サイトやSNSの出現によるコンテンツの多様化をもたらし、アダルトゲーム市場の縮小を招く一因にもなった。

### 2010年代前半
2010年代になるとWindowsPCだけではなくMacやスマートフォンにも対応している課金制18禁ブラウザゲームや18禁Androidアプリが登場し、それらに対応したゲームプラットフォーム「DMM.R18 オンラインゲーム」（現・「FANZA GAMES：オンライゲーム」）、「にじよめ」（現・「DLsiteにじGAME」）、「TSUTAYA オンラインゲーム R18」などが次々と開始された。
一方、既存のWindows向けアダルトゲームは、萌えアニメやライトノベルや萌えソーシャルゲームやニコニコ動画やYouTubeに代表される動画共有サイトで流行しているオタク向けコンテンツやダウンロード販売がさらに普及した低価格な同人ゲームなどに押され、秋葉原電気外祭りを開催するなど、振興策をとってはいるものの、依然として衰退傾向が続いている。
若いユーザーは高価格なアダルトゲームを避けている傾向にあり、また、既存のWindows向けアダルトゲームの中心層が1990年代後半から2000年代前半のアダルトゲームブームのころの人たちで構成されていることもあり、アダルトゲームユーザーの年齢層は他のオタク産業と比較して高くなっていると言われている。そのような状況から、アダルトゲームから脱却し、一般向けへのシフトを模索するメーカーもある。
そのような中、かつてはアダルトゲームのトップブランドであったLeafを有するアクアプラスが2013年10月にユメノソラホールディングス（とらのあな）に買収され、2013年冬を最後にコミックマーケットのジャンルコードから『Leaf & Key』が消滅し、2013年秋を最後にアダルトゲームのイベントであるDreamPartyが開催中止になるなど、市場規模や売上の減少と共に、1990年代後半から2000年代前半にかけてトップレベルであったオタク業界内での影響力も相対的に小さくなりつつある。

### 2010年代後半〜現在
2002年度をピークに販売本数やタイトル数の減少が続いている既存のWindows向けアダルトゲームのパッケージは10年以上経っても減少が下げ止まらず、新作タイトル数が減少している。特にフルプライス作品のタイトル数減少が著しく、月平均5〜10タイトル程度しか発売されない事態となっている。2023年8月のフルプライスは『ハーレム×楽園 - Harem × Shangri-La -』1タイトルのみである。それに伴い、エルフやminoriやfengやすたじお緑茶など、大手・中堅の撤退・解散・倒産が相次ぎ、新作が長年に渡って発売されず、公式サイトも長期未更新状態になっている実質休眠状態のブランドも年々増加する結果となっている。それと入れ替わるようにして、FANZA GAMES（旧DMM GAMES.R18）の『千年戦争アイギスR』（2013年）・『神姫PROJECT R』（2016年）・『アイ・アム・マジカミDX』（2019年）のようなブラウザゲームやスマホゲーム、さらには『Teaching Feeling -傷肌少女との生活-』（旧題『奴隷との生活』。2015年、FreakilyCharming）などのヒット作が相次いでいる同人ゲームが大きく台頭しており、スマホ向けポータルサイトやアダルトサイトでの宣伝効果も大きく現在ではアダルトゲームと言えばそちらの方が主流となっている。
イベントについても、秋葉原電気外祭りはコロナ禍以降まともに開催できておらず、Character1も2023 Springが開催中止になった後、イベントそのものの終了が発表された。特に秋葉原電気外祭りについては、コミケに落選するブランドが増えてきたのでその受け皿として始まったものであり、単独でイベントを開催するブランドもコミケを含めたこれらの大規模合同イベントに吸収される形で激減していった上、コミケについても大手ブランドであっても合同ブースでしか当選しない状況が続いており、事実上イベントが開催・出展出来なくなってしまったブランドが多くなっている。その影響で、年3〜4回の開催が保証されていて、落選もないという理由で抱き枕カバーの即売会である『俺の嫁！』に出展するブランドも出てきている。
GAME 遊び放題 プラス、OOPartsといった買い切りゲームをプレイできるサブスクリプションが登場している。

## アダルトゲームと規制
アダルトゲームに関する日本国内の社会一般における議論や、表現の自主規制について解説する。

### 規制の概要
アダルトゲームの規制に関する意見の中には、一部に感情論的な側面が含まれ、他方では明確な論拠を持たない、ないし事実に対する意図的な誤認を誘うようにされているものすら見られる。これらには、過去の犯罪行為に対して忌避感を抱く側の拒絶反応または嫌悪感やそれに対する配慮、あるいは制作者の利害関係ないし制作者・愛好者の規制強化に対する危機感、逆に規制推進派が唱える規制強化案では感情的なものの他にも自組織の存在の誇示や発言力強化まで計算に入れたセンセーショナルで声高な主張といったものが、時に密接な関連を及ぼしてくる。
他方では、社会的圧力から販売禁止による損害を恐れるゲーム制作企業が、様々な迂回策や自主規制を行う傾向も見られる。日本における表現の自主規制は学識的・理知的な裏付けがない場合や、団体各々の主観で判断している部分がある。その対象・程度にばらつきも見られ、客観的にどこまでが容認されるのか、どこからが規制されるのかという面で、レーティング設定も業界ごとに規制対象がまちまちであり、規制導入側にしても、その影響を被る側にしても混乱を招いている。この状況を打破する目的も含め、2006年4月経済産業省はコンピュータエンターテインメント協会（以下、「CESA」と略す）、ソフ倫、日本アミューズメントマシン工業協会、映倫管理委員会、日本ビデオ倫理協会と映像コンテンツ倫理連絡会議（仮称）において審査基準・表示の一本化を提言した。

### 規制に関する歴史
2005年現在において、日本では同年2月には45本発売されるなど（PC Angel2005年5月号による）多数のアダルトゲームが発売されている。『ナイトライフ』（1982年、光栄マイコンシステム）が始祖とされるこれらのゲームには、業界共通の性的描写に関するガイドラインは存在せず、性的描写は各企業の裁量に任されていた。なお、『ナイトライフ』自体はどちらかと言うと「夫婦生活をサポートする」ためのユーティリティ的なソフトウェアであり、直接的な性的興奮を目的としたコンピュータゲームではなかった。しかし同作品のヒット以降、着実に性的興奮を目的としたコンピュータゲームが、当時表現力が次第に向上した8ビットパソコン向けに盛んに販売されるようになった。
これら成人指定の性的描写を含むコンピュータゲームの多くは、個人でもソフトウェア開発環境を揃え易いパソコン向けの作品となっており、当初の市場はマニア・おたく向けの微々としたものであった。このため一般からは特殊な再生媒体によるポルノ作品としてのみ扱われ、1980年代末までのこれらゲームに対する一般の販売店での扱いは極めて無頓着なもので、販売店によっては商品であるこれらソフトウェアのパッケージは「店の入り口からでも見えるような位置」に堂々と陳列されていたり中高生ですらこれを購入することになんら制限は見られなかったほどである。社会一般での認知度も「ほぼ無視ないし無名」といった状態であった。
だが、次第にアダルトゲームは問題視されるようになる。1986年には、刑法177条（強姦罪）からタイトルを取った『177』（マカダミアソフト）が、草川昭三により国会で取り上げられた。そして1988年に起こった東京・埼玉連続幼女誘拐殺人事件や、それに端を発した有害コミック騒動によってポルノ業界そのものへの批判が強くなっていく。
1991年に成人向けゲームを万引きした中学生が補導されたことを発端に、成人向けゲームへの非難が高まり、製作会社の社長が京都府警に逮捕される事件が起きた。のちに沙織事件と呼ばれるものである。国会にも取り上げられたこともあり、業界全体に事態を重大に捉える動きが生まれた。翌1992年には、業界団体の社団法人日本パーソナルコンピュータソフトウェア協会（JPSA）が18禁シールを作成し、希望する企業への販売を開始した。一方、『電脳学園』（1989年、ガイナックス）が宮崎県における青少年の健全な育成に関する条例に基づき有害図書指定される。
沙織事件や宮崎県での有害指定をうけ、自主規制団体の必要性が叫ばれるようになり、1992年10月に自主規制団体のコンピュータソフトウェア倫理機構が設立された。他の分野では1990年にコミックマーケットが幕張メッセを使用できなくなる事件、それに伴いコミックマーケットでの性的表現自主規制が強化される事件が発生し、非実写性表現のあり方を問われた時代でもあった。
1996年には「子どもの商業的性的搾取に反対する世界会議」がストックホルムで開催された。この会議で日本人によるアジアでの児童買春と、日本国内で大量につくられる児童ポルノに対して非難が起きる。これに対して日本は法整備、取り締まりの強化を表明した。これらでは当時の日本においておたく向けの商業作品群に、いわゆる「アニメ風の女の子（萌え絵）」を使っての性的興奮を煽ることを目的とした物が多く見られ、市場もそれら作品の傾向に寛容であったことも同規制による議論の対象に挙げられている。特にアダルトゲームは、かなりの比率をこの「アニメ風女の子」を使った作品が占めている。
1999年は超党派の国会議員によって「児童買春、児童ポルノに係る行為等の処罰及び児童の保護等に関する法律案」が提出され、成立した。法案段階では「児童ポルノ」の範疇に「絵」が含まれていたことから、業界筋やユーザー筋でも大きな論争になった。修正され「絵」は対象外になったが、3年後に見直しを行うことを明記した。
2005年4月には、自由民主党の野田聖子の呼びかけにより、「少女アダルトアニメ及び同シミュレーションゲームの製造・販売に関する勉強会」が行われたが、この勉強会自体は大きな話題になることはなかった。
2006年4月10日に日本テレビはNNN NewsリアルタイムおよびNNNきょうの出来事において、「アニメやインターネットに溢れる性や暴力に関る情報が、子供を標的にした事件に結びついている可能性がある」として警察庁が新たな規制に動き出したことを報道した。
2008年に入り、日本ユニセフ協会を中心にアニメ、漫画、ゲームソフトおよび18歳以上の人物が児童を演じるものを含む児童の性的な姿態や虐待などを写実的に描写したものを「準児童ポルノ」として違法化することなどを柱とした「なくそう！子どもポルノ」キャンペーンが開始された。国会では児童ポルノの規制強化を目的として、性表現色の濃い漫画・アニメ・ゲームといったフィクション作品の単純所持をも規制対象に含める改正案を検討し始めた。
2008年には、「漫画、アニメーション、コンピュータを利用して作成された映像、外見上児童の姿態であると認められる児童以外の者の姿態を描写した写真等であって児童ポルノに類するもの」を「児童ポルノに類する漫画等」とした上で児童の権利を侵害する行為との関連性に関する調査研究を推進することを附則に盛り込んだ児童ポルノ禁止法改正案が提出されたが、2009年7月21日に衆議院が解散されたため、廃案となった。
2009年に入ると『レイプレイ』（2006年、ILLUSION）が英国国会で取り上げられ、ニューヨーク市議会でボイコット運動が起きた。5月にはアメリカのラディカル・フェミニズム団体の「イクオリティ・ナウ」が抗議活動を始めるなど日本国外でアダルトゲームが問題視された。この動きは日本にも波及し『レイプレイ』の発売元が取り扱いを中止した。公明党が秋葉原での販売形態を視察したほか当時与党であった自民党が「性暴力ゲームの規制に関する勉強会」を立ち上げ、罰則規定を含む法体制の整備を提言するなど政治の動きが活発になった。
コンピュータソフトウェア倫理機構は、このような状況の下、6月に開催された会合で「レイプなどの性暴力を扱うゲームソフト」の製造・販売を禁止パッケージに日本国内専売の明記などの規制の強化を決定した。また、minoriなどいくつかのブランドは公式サイトへの日本国外からの接続を切断した。
2014年には、2008年に提出された児童ポルノ禁止法改正案の附則と同様に、「漫画、アニメーション、コンピュータを利用して作成された映像、外見上児童の姿態であると認められる児童以外の者の姿態を描写した写真等であって児童ポルノに類するもの」を「児童ポルノに類する漫画等」とした上で児童の権利を侵害する行為との関連性に関する調査研究を推進することを附則に盛り込んだ児童ポルノ禁止法改正案が提出されたが、与野党の合意により成立した改正法からはその部分は削除された。なお、同法により、児童ポルノの「性的好奇心を満たす目的での」単純所持が禁止された。

### 規制強化を求める考え
規制強化を求める側の主張として、これらのゲームが流通することで児童誘拐事件などの凶悪犯罪が発生する可能性があるため、被害防止のために規制するべきという考え方がある。公明党所属の丸谷佳織衆議院議員（当時）は
と述べ、「つまり、「絵」に関して、たとえ実在の被害者がいなくても、現状は放置しておくべき状況ではないというお考えですね」との問いには
と答えている。その一方で反対派からは、「『ゲームなどメディアが犯罪を誘発する』という説はメディア効果論の一つであり、既に否定されている」との主張もある。

社会風潮の悪化防止のために規制の強化が必要とする意見が述べられることもある。児童買春、児童ポルノに係る行為等の処罰及び児童の保護等に関する法律の制定にも力を尽くしたNGO・ECPAT/ストップ子ども買春の会の共同代表者は
と述べている。
海外では規制されているとして、それらを参考にすべきとの意見もみられる。

また、内容的に犯罪行為（強姦）を扱うゲームがしばしば発表されている部分にも絡み、これらゲームの消費者の嗜好や、製作側の諸事情で用いられているいわゆる「アニメ風の女の子」の絵（萌え絵）が、かわいらしさや女子らしさを強調しようとした結果、その映像面で幼児・児童として認識され得る辺りにも関連して、同種作品への拒否感を強め、規制案への支持に及んでいる傾向が見られる。中には、
など、公の場で差別的ともとれる意見が述べられることもあった。
これらの主張の他にも、架空のキャラクターにも人権が存在するため、陵辱されるようなゲームは許されないとする意見もある。元NPO法人カスパルの代表者は朝日新聞が2005年1月10日に行ったインタビューで「絵で描かれていても、少女たちの人権を侵していることには違いありません。」と述べている。
この辺りは、ゲームによって提供される仮想内の出来事ながら、半ば作品提供側の意図したストーリーで犯罪行為を追体験するような物への風当たりが強く、また人間社会では各々の個人が持つ人権が同等の物であるように、ゲーム内に構築された仮想世界では、ユーザーの操作する主人公と、陵辱される側のキャラクターは本質的に同等の「仮想的人権」を有しているであろう…という点も成立する。

### 規制強化を求める考えに対する反論
憲法21条で保障される所の表現の自由による物や規制の恣意性から反対することが多い。このほか、強力効果説を否定し暴力的になることはないとする意見のほか、現実の女性に向かう性欲を失わせ、実際の性犯罪が抑制されている可能性があるという指摘もある。

### 自主審査機構
規制に関する歴史にあるように、業界にとって青天の霹靂とでも言うべき事態であった沙織事件などから来る規制強化の流れを受けて、1992年、自主審査機構つまり自主規制の団体としてコンピュータソフトウェア倫理機構が設立された。
最初期に制定された性表現の規制基準については、主に当時のアダルトビデオ業界の最大の自主審査機構・日本ビデオ倫理協会（以下「ビデ倫」と略す）の基準を参考にしていたが、動画の実写作品を管理することを主目的としたビデ倫をモデルにした基準は、ほとんどの作品で静止画のイラストが主体であるアダルトゲームの実態にはそぐわないものであった。
しかし、ソフ倫はアダルトゲーム業界唯一の審査機構であることを背景に、パソコンソフト卸・流通の企業との関係・連携を重視しこれらを取り込むことで、ソフ倫に加盟してその規制・指示に従わなければアダルトゲームをパソコンソフトの商業流通の販路に乗せることが事実上不可能になるという業界の構図を作り出し、設立後数年と経たないうちにアダルトゲーム業界で絶大な権力を持つに至った。
だが、その反面で、ソフ倫はその業務内容については非公開としており、ソフ倫に人員を提供する一部の制作会社に対しては作品の審査が甘いという指摘がなされるなど、透明性が低いと言わざるを得ない組織体質であり、プレイヤーサイドの求めるものとのギャップも大きく、プレイヤーや会員メーカーからの不信感を招いた。その上、組織体質的には極度の事なかれ主義で、1999年施行の児童買春、児童ポルノに係る行為等の処罰及び児童の保護等に関する法律の影響が波及する事態や沙織事件の再来を恐れ、18歳未満の男女キャラクターの性的描写の禁止や、ゲーム内において使ってはいけない言葉（いわゆる「NGワード」）などといった規制強化ばかりを年々進め続け（例えば「高校生」（ほとんどが18歳未満、ただし合法な18歳もいる）という言葉を「学園生」（年齢不詳）に言い換える、など）、ジュブナイルポルノやアダルトアニメなどと比べても表現の制約と不自由さは増すばかりであった。しかも、ソフ倫はアダルトゲームの審査業務を事実上独占し上述のように卸・流通をも掌握していたことから、事実上、商業流通のアダルトゲーム市場でのメーカーやクリエイターの生殺与奪の権を握っていたと言っても過言では無く、アダルトゲームのメーカーやクリエイターたちはソフ倫加盟か自主審査かは関係なくソフ倫に楯突くような真似はできず、ノベライズであるジュブナイルポルノ作品などの関連商品や雑誌イラスト、ウェブサイトなどにおける表現や言動も含めて、業界で権勢を増すばかりのソフ倫の影響下から逃れることはできなかった。
この状況に小さくとも風穴が開く、すなわちアダルトゲームの審査業務におけるソフ倫の独占が崩れる、その転機となる出来事のきっかけは2001年8月に起きた。『君が望む永遠』（2001年、アージュ）が、画像の修正処理に不手際があるとして"自主回収"となった。発売元のアージュの代表は後年、同作について「自主審査のうえで自主回収だった」としているが、自主回収騒動の後しばらくは主に同作に絡めてアダルトゲーム業界やソフ倫に絡んだ様々な情報や憶測が流れたことも事実である。
いずれにせよ、同作の回収騒ぎが1つの契機となり、アージュの作品を取り扱っていたソフトウェア卸売会社ホビボックスは、アダルトビデオの自主審査機構であったメディア倫理協会（以下「メディ倫」と略す、現・「日本コンテンツ審査センター」）にアダルトゲームの審査を行うように働きかける。そして、2003年2月、アージュの『マブラヴ』がメディ倫審査によるアダルトゲーム第1号として発売された。また、ホビボックスとソフト流通の独占契約を締結していたぱんだはうすなど数ブランドが、アージュとほぼ同時期にメディ倫に移行した。
前作『君が望む永遠』がヒット作になったアージュの新作『マブラヴ』は、諸般の事情で発売予定日の延期を何度も繰り返しながらも大きな注目を集めていた。しかし、メディ倫審査による作品の登場という事態に対して、当初、パソコンソフト流通の企業やこのルートからの仕入れをメインとする小売店の多くは、ソフ倫との関係への配慮からソフ倫審査作品以外は取り扱わない方針を取った。その結果、多くのパソコンソフト販売店で『マブラヴ』について入荷どころか仕入れ元からの情報さえ一切皆無という事態が起き、パソコンソフト販売店の店頭や通販のルートからの購入希望者たちを困惑させる。その一方で、『マブラヴ』の流通と販売の中核を担ったのは、従前からメディ倫審査のアダルトビデオの販売を数多く手掛けていたアダルトビデオ系の流通とこれを取り扱うサブカルチャー系書店であった。パソコンソフト販売店での『マブラヴ』の入手難から、アダルトゲームのプレイヤーたちの間ではインターネット上で同作の販売概況を巡る情報交換が幅広く行われ、やがて実情が明らかになるに連れて、サブカルチャー系書店でのパソコンソフト販売に対する認知がプレイヤーの間で広まることになった。
また、当時のメディ倫はソフ倫と異なり、全ての素材を審査する完全審査体制を取っており、卑猥な用語に対する規制もソフ倫より若干緩いものであった。メディ倫審査を通過した『マブラヴ』の登場によって、当時のソフ倫とメディ倫の規制などへに対する姿勢の相違点は比較され、その中でソフ倫の表現規制や末端の加盟メーカーに対する姿勢のきつさが表面化する格好になった。
その後、2004年初頭に数々のブランドを抱える大手・テックアーツがメディ倫への移行を表明、前後して主に中堅以下の数ブランドがメディ倫へ移行し、その後に設立されたメーカーの中には最初からメディ倫による審査を選択し、ソフ倫には加盟しない所も見られるようになった。これらの結果、パソコンソフト流通に属する流通・小売の各社もメディ倫審査の作品の存在を無視することができなくなり、なし崩し的に取り扱いが開始され、10年以上にわたって続いたソフ倫によるアダルトゲーム審査業務の独占は崩壊することになった。
この一連の流れを受けて、加盟メーカーのメディ倫審査への流出防止、すなわち組織防衛の必要に迫られたソフ倫は様々な対抗策を打ち出して加盟メーカーの引き留めを図ったが、その最大の切り札は、それまで組織内部では口にすることさえ事実上のタブーであった性的描写の部分的規制緩和であり、たとえば一度は厳禁になった近親相姦描写は2004年秋以降の作品から再解禁となった。メディ倫によるアダルトゲーム審査業務は、メディ倫の組織変更に伴い2010年に映像倫理機構（現在は日本コンテンツ審査センター）による審査業務に移行している。
なお、上記に記載されている審査機構による審査を受けて発売するアダルトゲームは年々タイトル数・売上ともに減少を続けており、それに代わって現在主流となっているスマホゲームやブラウザゲームや同人ゲームなどでは審査機構による審査を受ける義務がなく、審査があるとしても販売サイトによる審査のみなので、審査機構の審査を受けているアダルトゲームより制作の自由度は高いとされている。審査機構の審査を受けないスマホゲームやブラウザゲームや同人ゲームが主流となったことで、ソフ倫などの審査機構の影響力は年々小さくなっており、審査本数の減少に伴い、ソフ倫自身も2016年7月にアイドルビデオや着エロビデオの審査を開始している。

## 技術
アダルトゲームの、技術面に関する部分を解説する。

### 開発環境
1980年代までのパソコンの大半は、ソフトウェアの開発環境もトータルにパッケージ化された製品として市場に出ていた。このこともあり、コンシューマ機向けゲームソフトのようなワークステーションなどの専用機器の導入をせずとも製品の開発が可能で、これはアダルトゲームのみに限定されたことではないが、当時のパソコンゲームソフトのほとんどがこれらゲームを動作させる動作環境と同じ機器を利用して開発を行っていた。また、コンシューマ機と異なりソフトの流通をハードメーカーが一括して掌握・管理するシステムは構築されておらず、ほとんどのケースでハードウェアメーカーに対してのライセンスや許諾承認の手間・コストが存在しないか小さかった。
そのため、パソコンゲームを開発・発売するにあたってはコンシューマーゲームよりもハードルが低く、それこそ現在の小規模な同人ゲームと同程度の出資・開発規模でも商業規模の作品の制作が可能であった。あとはメンバーの熱意とセンスと開発に投じることの出来る時間で製品の完成度は左右され、同人での活動を目指すものは同人即売会などを目指し、開発チームが小規模でも商業ブランドとして立ち上げたい者たちは、当時の家電量販店や日本ソフトバンクなどのパソコンソフト卸で商品を流通させていくことを目指すことになった。このため、日本国内においてのアダルトゲームの開発と発展の歴史は、パソコンとパソコンゲームのそれ自体の発展の歴史、パソコンゲームに関する同人イベント、パソコン用ゲームソフト流通の歴史などとも密接に絡み重なり合う部分が存在する。
開発環境は、家庭向けのパーソナルコンピュータの性能が向上していく過程で、それに牽引される形で発達を見せており、この事情はやはり黎明期からあまり変わっていない。しかし共通化されたゲームエンジンの開発と導入などにより、「アダルトゲームを含むコンピュータゲームの開発環境」は総じて向上しており、また商業タイトルでも使用されているゲームエンジンが同人ゲームに導入されることも見られ、これは同人ゲーム開発サークルとの境界の曖昧化を発生させていると見ることも可能である。
この中では、技術力と資金のあるメーカーが独自に新しい映像技術やゲームシステムを開発・導入したりする一方で、おたく文化・インターネットの発達や同人とその関連産業の拡大を背景に数多のクリエイター（原画・シナリオライター）が輩出されている関係で、技術力に劣る中小のメーカーでも描画力に優れ人気のあるクリエイターを確保できれば、あるいは所属者の原画・シナリオの作風が洗練されたものに変化し時流にマッチし人気が沸騰すれば、その可憐な美少女キャラクターを武器に大手・古参メーカーにも十分伍しての販売をし得るわけで、そのような形で住み分けや販売力の強化を行っている様子も見られる。

### シナリオ
アダルトゲームでは伝統的に、プログラマーもしくはシナリオライターがディレクターを兼任して企画を立て、作業の進行管理を行うことが多い。また、テキストの良さは物語とキャラクターをより魅力的なものとし、作品自体の評価を高める。これらのことからシナリオライターや企画担当者はスタッフ中でも重要な役職の1つとされる。2000年以降はメーカー、雑誌などで原画家と共にライターも紹介することが多くなった。
シナリオライターの業態は黎明期から現在に至るまで形態に大きな変化がない。大半のアダルトゲームではメインライターは1人である。ただしマルチシナリオ・マルチエンディングのビジュアルノベルの普及や大作化傾向が進んだことで文章量が大幅に増加した現在では、ボリュームのある作品などでは一般的な文庫本を超えるほどの文章量があるものも少なくなく、サブライターとして何人かが協力したり、数人のシナリオライターや企画チームによる全面的にシステマティックな共同作業制を導入しているブランドも見られる。上述の通り企画や進行管理を兼任することが多いポジションであり、多くは開発組織内部の人間が務めることから内製の割合が高く、外部への発注は比較的少ない傾向にあった。しかし2010年代以後、絵重視でシナリオが重視されなくなってきている関係上、シナリオを外注にするブランドが増え、現在では外注が主流となっている。

### グラフィック
日本のアダルトゲームの最大の特徴を成しているのがグラフィックである。アダルトゲームが出始めた1980年代の8ビットパソコン時代の末期から16ビットパソコン全盛期では、技術上の制約からプログラマー兼デザイナーの描くドット絵に留まっていた。その流れが大幅に変わったのが、アニメーション制作会社であったガイナックスの参入と『電脳学園』（1989年）『電脳学園II ハイウェイバスター!!』（1989年）の登場である。ここで赤井孝美・菊池道隆（麻宮騎亜）・新田真子・明貴美加といったアニメーターとして名を成した人物が参入、これに触発され、各社成人向け漫画家・アニメーターを起用し始めた。その中でエルフがアニメーター竹井正樹を起用した『同級生』（1992年）がヒットし、翌年アニメーター横田守を起用した『河原崎家の一族』もヒット、漫画・アニメーション業界からの技術流入によってグラフィックデザインの向上が図られた。1995年のWindows 95の登場により解像度と発色数が増加、技術進歩により、初め絵で描かれた作品の実写版もいくつか発売された。しかし、現在のアダルトゲームのグラフィックデザインの中核をなしているのは前掲の人物たちの絵を模倣しつつ成長した漫画・イラスト系同人作家による絵である。
これにより、コンピュータゲームでも対戦格闘ゲームやRPGなどの他ジャンルでは、立体感のある3Dグラフィックスを用いたり、人物描写も比較的写実的になるのに対し、アダルトゲームは、現在でも2Dグラフィックスで表現するのが主流となっている。しかし例えば、アリスソフトやソフトウェアぱせりではRPGのダンジョン部分に使用され、エルフの『ドラゴンナイト4』ではユニットを、ニトロプラスの『Phantom -PHANTOM OF INFERNO-』では銃を3Dグラフィックスで形成するなど、作品ごとで部分的に使用されることも多く行われ、ILLUSIONやKISSのアダルトゲームは全面的に3Dグラフィックスで描かれている。また、昨今の同人ゲームにおいても3Dグラフィックスを用いたゲームが増えてきている。アダルトゲームの人物の絵やドット絵は瞳が顔の大半を占めるほど大きい反面、鼻や口がしばしば簡略化ないし省略される、一般的にはマンガ絵・アニメ絵と呼ばれる独特なデザインで表現されている。そのデザインはしばしばエロさといった性的興奮より、ユーザー・愛好者以外からは幼い・かわいらしいといったイメージを持たれる物で、それらへの愛らしさは「萌え」という単語で表現され、萌えを喚起する絵ということで「萌え絵」とも呼ばれている。
萌え絵がアダルトゲームにおいて多い実利的な理由としては、第一に静止した立ち絵の構図が同じであるため、リアルな絵や全身図であるとそれが違和感を与えて無機質な印象を与えること（立ち絵を多くすれば解決できるが、管理が難しくユーザーも目が疲れる）があり、ディフォルメを強めることで、擬似的に与える印象を増やしていることが挙げられる。第二に、立ち絵の多くは目と口元を変えることで表情差分を作るが、切り替えを十分に表現するには目にユーザーの焦点が当たる方が都合がよい。塗る時も素早く範囲を指定できる。こうしたシンプルな形を採用し、「表現の多彩さ」と「改変のしやすさ」を兼ねることは、資源に限りがあるメーカー・制作に追われるスタッフにとっては重要なことであり、かつてのカセットテープやフロッピーディスク（FD）など販売用記録媒体の容量の上限やコストが厳しかった時代にはなおさらのことであった。

### 音声と声優
グラフィックが女優による映像ではなく、絵による画像のアダルトゲームにおいては、キャラクターのセリフに合わせた音声データを出力させることがあり、その音声を担当するのはほとんどが声優である。声優がアダルトゲームに声をあてる場合、声優名を非公表とするか、またはアダルト用の別の芸名を使うことがほとんどである。
アダルトゲームへの音声の本格的な導入は、後述する音楽面と同様にCD-ROM・大容量ハードディスク・PCM・データ圧縮技術などのハードウェア・ソフトウェア両面の技術進歩と普及があって初めて可能になった要素で、時期的にはコンシューマゲーム機における導入とそれほど大差は無く、1990年代前半くらいから徐々に普及し始め、2000年代前半には普遍的なものになった。
コンピュータゲームの音声データ導入は、声優起用と音声収録のシステムとノウハウが確立されるまでの最初の数年間は試行錯誤の連続で、当初は規制基準が媒体によってまちまちであったため媒体ごとに声優を交代させる必要があり、1990年代中期の作品では1キャラあたり4-5人も声優がいるものも存在した。この流れも1999年の法改正（詳細別節）と、家庭用ゲーム機におけるハード間競争でソニー・コンピュータエンタテインメントのPlayStation・PlayStation 2が優勢になったことを受け、1キャラクターあたりアダルト表現まで請け負う声優と、非アダルトの関連作品のみを担う声優の2名に大別されるケースが多くなった。
このような流れと平行して、コンピュータゲーム業界全体では「第三次声優ブーム」のあおりを受けて高騰の一途を辿る声優のギャラを巡り、1997年9月からCESAと日本俳優連合（日俳連）の間で交渉の場がもたれていた。だが、日俳連が「ギャラをランク制の設定額よりも高額なものにすること」「ハード間移植の際の音声二次使用料を支払うこと」などを要求したため、交渉は難航。仲裁に日本音声製作者連盟（音声連）が加わり、日俳連がかなり譲歩する形で1999年2月10日に合意、ゲームにもランク制が導入された。ただし、アダルトゲーム制作会社の場合はCESAに加盟していないため、この合意の適用外であり、そのためアダルトゲームへの声あてのギャラは、アニメや一般向けゲームよりもはるかに高額であると言われている。一例をあげるとチュアブルソフトは『スイートロビンガール』の声優一般公募の際、募集要項にヒロイン4名の報酬について500ワードまでについては基本報酬の50,000円以降は10ワード毎に500円を支払うと明記している。
アダルトであること以外の特徴として、アニメ作品の場合は出演者同士の掛け合い、すなわちアフレコで、基本的に自分の出番だけスタジオにいればよいのに対して、ゲームの音声収録は個別にスタジオのブースに入って収録する形式で、スタジオレンタル料との兼ね合いから短期間に集中して収録するため、1日あたりの拘束時間が長いということが挙げられる。特にアダルトゲームはノベル形式のアドベンチャーゲームが主流のため、セリフの量がアニメに比して多く、平均的な商業作品で台本はおよそ電話帳タウンページ2冊前後、メインヒロインではその1.5倍から2倍に達する分量があり（ただし、アニメ用と異なり、ゲームスタッフがプリンターとコピー機を駆使して作った簡易製本であることが多く、単純には比較できない）、ゲームの仕事が入ると他の仕事が入れづらく、スケジュールの都合がつかず出演できないという事情もある。
これらの事情から特定の声優に起用が集中する傾向があり、人気となれば年間に50本以上、中堅でも30本前後の作品で起用される。その結果、アダルトゲームとその関連作品の収録だけで年間スケジュールの大半が埋まってしまう声優も少なくない。

### 歌と音楽（BGM）
現在のアダルトゲーム業界では数人規模の小さな開発チームが大半を占めていることもあり、音楽面については専門スタッフや音楽制作の機器・設備を組織内に置かないのが一般的で、全面的に外注を利用するスタイルが広く定着している。また、効果音も含めて全面的に外注に委託したり、外部の専門業者から必要に応じて効果音の音声データを購入してくることは、ごく普通に見られる。つまり、関与する企業やプロダクションの規模の違いこそあるものの、現在のサウンド面の制作システムは従来のテレビアニメのそれをおおむね踏襲したものになっている。
アダルトゲーム業界に関わる音楽制作のプロダクションは数多く競合も激しいが、その中でも知名度で頭一つ抜けた存在となっているのは1990年代末期に台頭したI'veで、主題歌の編曲を手がけた『Kanon』（1999年、Key）の大ヒットで注目を集めた。I'veが音楽あるいは主題歌を手がけたアダルトゲームのパッケージには、I'veが音楽を担当したことを表すロゴマークが付けられ、KOTOKOをはじめとする"歌姫"と称される女性ボーカリストの存在を前面に打ち出す形で2000年代前半に全盛期を作り出し、その後にはテレビアニメの劇伴（BGM）や主題歌にも進出している。また2001年にはkeyのサウンドトラックなどを専門に扱うKey Sounds Labelが発足した。他方でも、『吸血殲鬼ヴェドゴニア』（2001年、ニトロプラス）では主題歌のボーカルに紅白歌合戦に出場したこともある小野正利を起用するなど、音楽や主題歌に力を入れる動きが顕著になった。また、インディーズで活動している者を中心に、アダルトゲームの主題歌の歌唱・作詞・作曲を担当する女性歌手・女性シンガーソングライターも少なくない。
また、1990年代の音楽シーンには「メタル氷河期」と呼ばれる、ジャパニーズメタル音楽の著しい市場低迷が起き、数多くのヘヴィメタル系ミュージシャンが、生活と音楽活動の維持のためにテレビアニメ・テレビゲームなども含む多ジャンルの商業音楽に進出し、若手もメジャーシーンにほとんど登場できなくなった時期があったが、その軽音業界の歴史的な経緯や影響によるものか、1990年代から2000年代にかけてのアダルトゲーム業界のサウンド面を支えた音楽集団や音楽担当スタッフには、メタル音楽の経験者やフォロワーが少なからず見られる。その状況下において、ロックよりもかなりハードなドラムやギター、間奏部のメロディカルなギターソロ、重低音重視のミキシングといったヘヴィメタル的な要素がふんだんに盛り込まれた楽曲が珍しくないことも、アダルトゲームの主題歌・BGMの特徴・様式として挙げられる。その中でも特筆すべきはメーカーであるがニトロプラスで、作品によっては歌詞と曲だけ聞かされてもアダルトゲームの主題歌とは到底信じ難いようなハードなメタルテイストの曲を主題歌や挿入歌に据えた作品が少なからず見られる。他方、アダルトゲームの主題歌であるため、メーカーによってはハードでハイテンポな曲に、本項ではさすがに掲載がはばかられるような性的表現を含んだ歌詞を組み合わせたケースもあり、たとえメタル調のハードな曲であっても歌詞のバラエティという意味では、ラブソングやいわゆる「萌え」に属する歌詞がほとんど見られない本家ジャパメタとは比較にならない幅の広さを持っている。また、先述のニトロプラスのものを例外とすれば、メタルテイストの曲であってもほとんど全ての曲についてボーカル担当が女性であることは大きな特徴で、特に男性ボーカルを起用した主題歌は皆無では無いが珍しい。
I'veが人気を得た2000年ごろ以降は、主題歌CDの初回特典としての添付がこの業界では販売促進策としてごく当たり前の手法となっている。だが、これについては、多くのゲームに存在する初回特典の有無による価格差や、アダルトゲームでは初回限定版の発売後に初回特典を除いた「通常版」が最終的に発売されないケースが珍しくないことなどを鑑みた場合、ゲームと主題歌CDの事実上の抱き合わせ販売の商法であるとして指摘する批判も少なくない。また、このような事情から、1本1万円前後することも多い初回特典付きゲームソフトの購入以外には正規・合法的に入手する方法が事実上無い、ある意味で「入手困難」と言える楽曲を多数持つ歌手もいる。この状況を補うべく、ブランド・メーカーによっては主題歌やイメージソング・サウンドトラック類をまとめて収録したCDを別に制作しファンに向けて販売したり、あるいは主題歌を担当した歌手や音楽制作プロダクションの単位でゲーム主題歌をまとめたコンピレーション・アルバムが制作されることがあるものの、これらは結局のところ自主制作盤の範疇を出ずにコミックマーケットなどのイベントの企業スペースや自社ホームページなどで数量・期間を限定して発売されるものが多く、一度完売したら以降は事実上入手不可能ということもまた多い。
アダルトゲームで使用・作成されたBGMは一般向けゲームソフトのゲームミュージック同様、広く地上波テレビ放送各局でも音楽素材として幅広く使用されているほか、主題歌がカラオケ入りすることも珍しくない。ドワンゴが、2005年7月から放送した着メロ配信サイト「いろメロミックス」のテレビコマーシャルのBGMに、『巫女みこナース』（2003年、PSYCHO）主題歌の『巫女みこナース・愛のテーマ』が採用された。さらに、同曲は2005年12月27日に第一興商の通信カラオケ「cyber DAM」で配信されている。
他方、アダルトゲームを原作としてメディアミックス企画が立てられ、とりわけ性的要素を排除したテレビアニメ作品が制作される場合には、こちらではアニメ音楽を専門範囲とする作曲家が起用されることが多く、同様に主題歌担当の歌手も原作から変更されることが多い。アダルトゲーム作品を担当したスタッフ・外注・歌手がそのまテレビアニメ作品でも続けて劇伴・主題歌を全面的に手掛けたケースは、存在こそするものの少数派である。ただし、上述したI'veは後にテレビアニメの劇伴・主題歌の制作にも進出しており、むしろ現在ではこちらが主業という状況も垣間見られ、アダルトゲームのアニメ化に際して主題歌などで新規にI'veのスタッフ・歌手が起用されるケースが見られている。
このように1990年代末〜2000年代半ばごろにかけて一大ブームを引き起こしたI'veであるが、2000年代後半以後はVOCALOID・東方Project・アイドルマスターシリーズなど、動画共有サイトで流行っている音楽ブームに押され、それらのブーム以後にオタクコンテンツに触れたユーザーからの知名度は低い状況となっている。

## 業界
アダルトゲームの、業界事情に関する部分を解説する。

### 市場規模
アダルトゲームの市場規模は、2002年ごろにピークを迎えてからは一貫して衰退を続け、2011年の段階ですでにピーク時の半分以下にまで縮小している。矢野経済研究所の調査によれば、2007年度の市場規模は341億円（前年比−2.8%）であったが、2013年度には188億円（前年比−5.1%）となった。2016年の市場規模は168億円であった。
コンピュータソフトウェア倫理機構の資料によれば2006年9月現在でアニメ系の加盟会社は224社を数え、2005年のアニメ系販売タイトル数は931タイトルであった。2005年のアニメ系の販売本数は4,887.1（単位は千本）であった。2016年度についての同機構の販売実績によれば、タイトル数は755タイトル、販売本数予測は170万3400本（1,703.4千本）となっている。
2003年時点では、家庭用ゲーム機用ゲームソフトは全機種併せて約1100タイトル、パソコン用アダルトゲームは約600タイトル発売されており、発売タイトル数でいえばコンピュータゲームでもそれなりの数量であるが、パッケージ作品で言えば売上数は一般的に1万本売れればヒット、予算や開発チームの規模にもよるが3000本から5000本販売できればペイライン（損益分岐点）に到達という、商業スケールとしては映像DVDなどと同程度のものであった。
ただし、上記はソフ倫審査のアダルトゲームに限定した内容で、ソフ倫の審査を受けないスマホゲーム・ブラウザゲーム・同人ゲームなどは市場規模に含まれない事に注意する必要がある。

### Windows向けアダルトゲームの衰退
上記項目にある通り、Windows向けアダルトゲームは2002年ごろをピークに衰退を続けていて、2010年代に入ったあたりから、スマホゲーム・ブラウザゲーム・同人ゲームが台頭し、現在ではそちらの方が主流となっている。Windows向けアダルトゲームの衰退原因として下記の様なものが挙げられる。
- 内的要因
  - 長年に渡りビジュアルノベル形式から脱却できていないこと
  - 似たようなゲーム（学園を舞台にした恋愛ゲーム）の乱立
  - 特典商法[注 27]やグッズ商法[注 28]など、多額の金銭を使わせる手法の乱立
  - 発売延期やバグや未完成品の存在
- 外的要因
  - 2000年代後半以後の萌えラノベや萌えアニメの台頭
  - 2010年代以後のスマホゲーム・ブラウザゲーム・同人ゲームや、動画共有サイト内で流行しているオタク向けコンテンツ[注 11]の台頭
  - 上記のようなコンテンツは無料もしくは格安で楽しめること
  - ネット・実店舗問わず販売店の減少[注 29]
  - 規制（審査機構による自主規制を含む）による影響[注 30]

以上のような影響により、卒業するユーザーと比較して新規で入るユーザーが圧倒的に少ない状況となっている。

### 制作・販売・組織
アダルトゲームの制作・販売を手掛けるメーカー・プロダクションは、2014年4月現在201社がコンピュータソフトウェア倫理機構に正会員として加盟している。また、日本コンテンツ審査センターで審査を受けているメーカーも存在する。スマホゲームやブラウザゲームしかリリースしていない企業や、同人サークルの中には審査機構に加入していないことろもある。ビジュアルアーツやテイジイエル企画のパートナーブランドのようにゲームソフト卸や一部のゲーム会社が自社の傘下に入ることを条件に開発資金を援助するシステムが広く確立されており、新規参入に際しては比較的容易で毎年数十のブランドが新たに登場するが、その一方でそれとほぼ同数のブランドが消滅してゆく。また、実態として解散状態か活動停止状態であるにもかかわらず公式サイトだけが長期間放置されたまま残されているブランドも少なくなく、タイトル数や売上減の影響もあって実質休眠状態のブランド数は年々増加している。
ソフ倫や日本コンテンツ審査センターの審査を受けるアダルトゲームの制作メーカーは規模の大小こそあれ、家庭用ゲームの制作メーカーと比較すればおおむね小規模で、商法上の区分でいえばメジャータイトルを制作するメーカーでも中小企業、大半は従業員10人未満の零細企業で、ごく小規模な有限会社や合同会社もこの業界では珍しくはない。アダルトゲームの制作・販売を主業としている会社を見た場合、社屋を自社所有するものはほんの数社程度であり、マンションやアパートの一室を住居兼仕事場にして、そこが唯一の拠点というケースも多い。労働条件については中小のコンシューマゲーム制作会社同様に、ごく一部の例外を除きほぼ一様に劣悪で、福利厚生面も脆弱であると言われている。反面、スマホゲームやブラウザゲームをリリースする企業はTSUTAYAやDMMなど、大資本であることも少なくない。
開発チーム名や法人名とは異なるブランド名を用意してこちらを前面に出している者も数多く存在し、目に見えて判別できる原画などの一部スタッフ以外の詳細について実質的に非公開になっているタイトルも多い。また、審査機構に非加盟の同人サークルなどの小プロダクションや、アダルトゲームの発売に本来の開発チーム・ブランド名が出ると差し障りが出るため名前を伏せたいと考えるコンシューマ機用ソフトの開発を本業とするチームもあり、そのような者たちが自身のスタッフ・機材でアダルトゲーム本体のデータを制作・完成させ、アダルトゲームブランドを持つ販社が委託を請け負い、倫理機関審査や営業・広告宣伝・製品流通など販売代行を行うことも見られる。さらには、メディアのプレス・マニュアル制作・パッケージングなどゲームデータ以外のほとんどの部分を販社側がトータルに手掛けることもある。このように、アダルトゲームの販売委託ではいわば製造業におけるEMSとOEM供給先に近い役回りを担うだけで済ませるところから、制作スタッフが実際に手掛けるのはゲームのデータ本体だけで、審査からゲームソフトとしてのトータルのパッケージングまで全て販社側で用意・制作するところまで、制作から販売に至る課程はタイトルやブランド毎に様々で、アダルトゲーム側のブランドを見た場合、そのような審査代行・販売代行・プロデュースが実質の本業となっているものもある。
狭隘な市場に小規模多数の制作会社・開発チームが存在するため売り上げ規模も小さく、アダルトゲームだけで経営を維持することは難しく、多くの制作メーカーは資金繰りのため、他にも様々なことを行っている。例えば、自ブランドの製品開発スケジュールの間合いを利用してプログラマーなどが他ブランドの製品開発の一部を請け負うなどの行為は珍しくなく、他にも中小企業向けの業務用アプリケーションやウェブデザイン、携帯電話向けソフトの下請け製作、貸しビル業など、別のビジネスを行っているメーカーもある。
多くのアダルトゲームメーカーにとって通例として定められた流通会社や銀行からの融資の返済猶予期限は会社の存亡の懸かる日であり、作品の完成度に関係なく返済猶予期限内に新作を発売しないと会社が倒産・消滅する場合が少なくない。そういった事情や、製作途中のトラブルなどが原因で、大手メーカーの非アダルトゲームではおおよそ考えられないような未完成品が発売されることもざらである。

### 流通
商業のパッケージゲームについては、流通会社が取りまとめ、小売店やネットショップに卸す事になる。ダウンロード販売については、FANZAやDLsiteなどのダウンロード販売サイトで販売する。自主審査機構の項目に記載がある通り、この際、流通会社はソフ倫や日本コンテンツ審査センターなどの審査機構の審査を通していない作品は取り扱わず、ダウンロード販売サイトも同様に商業としては取り扱わないので、審査機構による審査は必須となる。2000年代前半ごろまでは開発環境の項目に記載がある通り、日本ソフトバンクが参入していた関係上、家電量販店にもアダルトゲームが卸されており、家電量販店でもアダルトゲームの販売が行われていた。
同人ゲームのパッケージ販売については、同人イベントやサークル通販（BOOTHなども含む）での販売やとらのあなやメロンブックスなどの同人ショップなどで扱われ、流通的には商業とは全く別ルートとなっている。デジ同人（ダウンロード販売）については、FANZAやDLsiteなどのダウンロード販売サイトで販売する。なお、これらの同人ショップやダウンロード販売サイトは審査機構の審査を通さなくても取り扱いしてもらえるので、審査機構による審査は必須ではない。ただし、同人ショップやダウンロード販売サイトによる独自の審査は存在する場合もある。
年々、ネット・実店舗を問わず商業ゲームを扱う販売店や商業ゲームのイベントが減少を続ける一方、同人イベントを含めた同人の販売チャンネル数は増え続け、流通に関して言えば今は商業よりも同人の方が有利な状況となっている。
スマホゲームについては、FANZAやDLsiteなどのダウンロード販売サイトでの販売・配布が中心で、ブラウザゲームについては、FANZAやDLsiteにじGAMEなどのゲームプラットフォームでのサービスとなっている。これらも同人ゲーム同様、審査機構による審査は必須ではない。

### 作品規模の拡大・制作コストの上昇
アダルトゲームの販売規模・開発組織はその大半においてコンシューマ機向けのゲームよりも小規模である。だが、その一方でハードウェア技術が発展しカセットテープ・フロッピーディスクからCD-ROM、DVD-ROMと記録メディアの大容量化が進み普及するに連れて、業界の全体の流れとしてデータ量・情報量は増大化傾向の一途を辿っている。攻略対象ヒロインの多数化によるシナリオ分岐・マルチエンディングの普遍化や、ビジュアルノベルの手法の発展によりシナリオのテキスト量でもコンシューマ機の大作ソフトやライトノベルの小規模な連作シリーズ作品などにも遜色ないスケールを持つ作品や、パソコン性能の進展に伴い一般的なものになった3Dグラフィックス・トゥーンレンダリングなどの最新技術を投入した作品も数多く制作されるようになった。しかし、2010年以後、業界の衰退による予算の縮小化でそのようなタイトルは年々減少傾向にあり、現在では攻略キャラが1〜2キャラのロープライス作品が主流である。
また、コンシューマ機向けのゲームソフトと同様に、
- 声優によるセリフの同期
- 動画（宣伝用デモムービー、オープニングアニメ、エンディングアニメ、作中の動画パートなど）
- 主題歌・イメージソング
- 体験版バージョンの制作・配布
- 特典グッズが付属した限定パッケージによる販売促進
- サブカルチャー関係のイベント[注 37]に参加しての広報・宣伝
- イベント限定グッズの会場内販売・通信販売

などといった要素が一般的になり、これらは複合的に重なってパッケージ規模の増大やトータルコストの上昇を引き起こした。広報宣伝やグッズなどゲーム本体以外の付随的な企画に要するコストや労力もメーカーにとっては無視できない負担増加の要因となっており、特にほとんどのグッズや宣伝用部材の素材制作に必要不可欠の原画担当者にかかる負担は本編の制作以外にも大きなものがある。ただし、これらは販促やグッズ収入の確保や1人のユーザーによる複数本購入などを目的として行われている一面があり、売上確保のために必要な要素であるとされてきた。
また、2000年代に入ってからは、特に動画・音楽・音声・主題歌といった専門的な技術が要求される要素が普遍的なものになり、特に動画は宣伝用やゲーム内のデモムービーとして規模の大小の差こそあれほとんどのタイトルで制作されている。だが、本格的な動画については専門技術を持つスタッフを擁し内製が可能なメーカーは少数派である一方で、業界の界隈では各種素材を利用して動画を制作するプロ・セミプロのプロダクションや個人事業主が多数活動していることから、大半のブランドがこれら外注に依存しており、その上、宣伝用デモムービーが当たり前のものとなるに連れて販売店やプレイヤーからはテレビアニメのオープニングアニメにも近いクオリティのものが要求されるようになった。また、特に発売開始前に配布する宣伝用デモムービーは、たとえ低価格路線のソフトでも広報宣伝に不可欠であるため、安易にはカットできないうえ、その出来不出来は販売店の売場での放映量の多寡や作品自体へのプッシュの強弱にも直結し、売り上げ本数にまで直接の影響を及ぼすことから一定水準のものを制作する必要があり、そうなるとやはり相応の専門の技術・知識を用いた"作品"が求められるため、安易にコストカットの鉈を振るうことができない一面があり、外注費の増加要因の1つとなっている。
これらの要因や後述する工程管理の狂いが重なりトータルで見た製作コストが膨張した結果として採算ラインの上昇を招き、販売本数的に成功と言われるタイトルであっても製作費を最初のアダルトゲームソフト単体では到底回収しきれないものすら散見されるようになり、現在では多くのブランドがコンシューマ機への移植や、ソーシャルゲームへの参戦や、キャラクターグッズ販売といった版権を利用した各種ビジネスを展開し、収益構造の安定化を図っている。だが、それでもトータルでの製作規模・制作費の増大が経理面から経営に重くのしかかり、既存のWindows向けアダルトゲームの売上低迷や企画・開発の難航など様々な組織内外の事情も重なって、ついには新規タイトルの開発を断念・休止したり公式ウェブサイトの更新が途切れてしまい事実上の活動終了となる、そこまではいかなくとも長期間にわたり新作の発表が途絶えてしまうなどといった状況が、一般的な規模のブランドはもとより、業界内で中堅・大手・古参などと見なされているブランドでも時折見られているようになっている。

### 進行管理・品質管理
コンシューマーゲーム業界と比較した場合、アダルトゲーム業界は概して開発チームの規模が小さい。そのため、特定のスタッフの個人レベルの技能に大きな比重が掛かり、これに作品の出来不出来が直接左右されてしまいがちで、往々に原画担当やシナリオライターなどのクリエイター個人の発言力が大きく、進行管理は中々に難しい。このような作品制作の中核を担うクリエイターが当初予定の期間を無視して構想を膨らませ続け、シナリオや画像の追加を延々と繰り返してしまうなど、根本的な部分で作品を制作するための工程管理や制作進行が完全に破綻した結果、発売予定が繰り返し延期され当初発表された期日よりも数カ月単位で発売延期となるケースは珍しいものではなく、最終的に年単位で遅延した末にようやく発売に至った作品も散見される。さらには、製作過程で何らかのトラブルの発生や、資金・決算・絶対納期・販売スケジュールなどといった開発チームや販社の都合が重なった挙句、事実上未完成状態の内容のものが「完成品」と称して販売されてしまった事例も存在する。
インターネットの普及により修正差分の配布が容易になったことや、ビジュアルノベル以外のジャンルも一定数見られた事などもあり、製品品質の維持が疎かになる傾向が見られ、製品出荷段階でのバグの増加も顕著になっていた時期がある。数多くのバグが存在し、パッチが発売後に幾度も配布されてようやく改善に至るなど、品質管理の問題で大きな禍根を残した事例も枚挙に暇がない。また、修正ファイルをインストールしていない状態では、単なるプレイすらできなかったものも散見された。昨今では審査機構が審査するアダルトゲームではビジュアルノベル以外のジャンルはほとんど見られなくなったことや、ゲームエンジンの普及などもあり、そういった事はあまり見られなくなっている。
その他、過去にはインストーラーやアンインストーラーの設定ミスにより、関係のないファイルを消去したり、OSの重要なファイルを消去してパソコンを起動不能にしてしまうという深刻なバグが発生した事例もあった。
昨今では未完成品やバグだけでなく、クラウドファンディング未達成のまま解散・倒産したり、公式通販で前金を取って予約を受け付けたグッズを未発送のまま倒産・解散したりといった事例も見受けられる。

### 開発スタッフ
商業流通のアダルトゲームの開発・制作では、企画立ち上げからマスターアップまでの全工程で、低価格路線などの小規模な作品でも数名、大型タイトルとなれば数十名単位で様々な役割のスタッフやクリエイターが関与する。裏を返せば、シナリオ・スクリプト・キャラクター原画・彩色やゲームデザインなどの主要工程を1人のクリエイターが全て手掛ける作品は稀である。その開発組織の中ではプロデューサーや開発チームの代表者を筆頭に、例えれば商業アニメーション作品の制作にも一部通じる分業化がなされており、作品の核ともいえるキャラクター原画やシナリオの担当者も含めて、スタッフは開発チーム所属スタッフとして、あるいはフリーランスや他社による下請けの立場で関与する。
当然ながらゲームソフトはソフトウェアであり、その中核となるゲームエンジンはプログラマーが制作するか、外部の既製品を導入する必要がある。かつてPC-9800シリーズ全盛のころは専任または兼任のプログラマーが開発の中心軸に位置してゲームをプログラムとして自前で構築していくスタイルが主流であった。しかしその後、Windowsが主流になって以降のゲームエンジンはプログラミング技術の進展によって高機能化・複雑化の一途を辿った一方で、主流がノベルゲームになった事もあり、シナリオライターやゲームデザイナーがスクリプトを一通り操作できるならばプログラムを一から組み上げるという作業も不要になっており、このことから、現在では外部の既製ゲームエンジンを全面的に導入し、専属のプログラマーは不在というスタイルを取る開発チームは珍しいものではない。ただし、現在主流となっているスマホゲームやブラウザゲームや同人ゲームについては、RPGを除いて既製ゲームエンジンが存在しない事が多く、内製もしくは外注でプログラマーを抱えていることが多い。
背景画については、アニメ背景を主業とする下請けプロダクションがアニメ業界における同業者の乱立などを背景にアダルトゲーム業界にも進出してきていることと、人物を魅力的に描ける原画担当者であっても背景画の技術が伴っていないことが少なくないことや、背景単体でもデータが大容量化し、これに伴う作業量の増加などから、近年では専門業者に委託しての外注が一般的になってきている。また、1990年代後半以降はI'veやfeelに代表されるゲームソフトのBGMを外注として手掛けるプロ・セミプロの音楽制作集団が数多くアダルトゲーム業界に参入してきた一方で、音楽担当スタッフが従業員として在籍してBGMを完全内製しているメーカーは少なくなっており、在籍していても実際には幹部社員やプロデューサーなどとの兼職であることも見られる。効果音についても音楽制作集団への外注や外部の効果音専門業者からの購入、あるいは各種フリー素材の利用といった手段が主流になっている。同様にかつては内部でスタッフを抱える傾向があったシナリオについても、2010年代以降は絵重視でシナリオが重視されなくなってきたこともあり、外注が増えている。
このような要素が積み重なった結果、現在のアダルトゲームの開発で内製率が比較的高いのは企画職やプロデューサー職および彩色くらいになっており、開発チームと一口に言ってもその場でゲームをプログラミングで構築していく制作業というよりも、ゲームデザイン業に特化したいわば企画屋集団としての趣が色濃いスタッフ陣容となっているものも見られている。
このように一部のブランドを例外にすれば外注依存度が高い反面で内製率が低く、零細な組織が多いゆえに開発チームや人材の離合集散が激しいことは、アダルトゲーム業界の一大特徴である。ブランドの発足・改廃・活動休止も活発であり、さらには人間関係のもつれ・給与遅配・報酬未払いなど組織内部の問題が原因となった開発チームの突発的な分裂・独立・解散などの話も枚挙に暇がない。
何らかの理由・目的により開発チームを離脱したクリエイターの中でも、既に人気・知名度を獲得しており、この業界での活動を継続する意志がある者の場合、多くは以下のような選択肢の中から、自らが置かれた状況に応じて進路を選択することとなる。
- ヘッドハンティングによる他社への転籍
- 自主的移籍
- 自身が中心となる新ブランドの設立・盟友である人物が中心となる新ブランドの設立への関与
- フリーランス（外注）のクリエイターへの転身
- イラストレーターなどとの兼業
- 一般向けへの転向

この業界の人材の流動の活発さを活かして、特にキャラクター原画・シナリオのスタッフについてはフリーランスのクリエイターとして業界を渡り歩く者も多い。その中でも特に人気の高い原画担当者については、その関与がゲームソフトやゲーム関連雑誌、さらにはメディアミックス情報誌、ライトノベル（挿絵を担当）などの売上向上に大きく寄与する。当初は専属スタッフとして人気を得たクリエイターがフリーランスのイラストレーターやシナリオライターとして独立する、あるいは兼業するケースも見られ、後述するようにクリエイターとして一人立ちすると共にライトノベルなど他の業界に活動の軸足を移していく者も少なからず見られる。いずれにしても、人気のクリエイターが専属を離れたり副業を積極的に認めるブランドへの移籍をきっかけにして他分野でも引く手数多という状態になることは多分に見られている。その一方、兼業としてこのような仕事をする専属スタッフがメーカーの経営者や幹部である場合などには、自らの直接の収入ではなくブランドを運営する一助としての一種のサイドビジネスとして行っている場合も見られる。
アダルトゲームは一見すれば集団制作ではあるが、実際には原画やシナリオなど特定のクリエイターの個人的な才能・知名度・人気に依存する割合が大きい業界であり、原画担当などの専属スタッフの人気が沸騰すればブランド自体の販売力の大幅な向上に繋がる一方で、高い人気を得た専属スタッフの独立・他社への移籍などといった個人レベルの動向や、人気凋落やスランプなどの個人の不振が売上低迷に直結しそのままブランド・企業自体の存続にまで悪影響を及ぼすなどの事態も多分に起きてくる。このような個人レベルの"職人芸"によってその大半を支えられる業界体質もまた組織・個人の両面で消長盛衰の激しさを助長する要因になっている。

### 開発スタッフの転業・他ジャンル進出
アダルトゲーム業界のクリエイターについては、後に他の様々な分野でクリエイターとしてシーンに登場するケースが見られる。
原画担当の場合には漫画家やイラストレーター・アニメーターに、シナリオライターの場合はライトノベルやジュブナイルポルノの小説家、雑誌や書籍のライター、あるいはアニメの脚本家などといった文筆業に転業したり、転業を試みた、また完全に転業しなくともこれら分野で仕事をするケースは多々見られる。特に商業出版でもライトノベルやメディアミックス情報誌など青年層以下を対象とした分野の出版物に登場するクリエイターには、現在ではアダルトゲームの業界を僅かにでも経験した人物がさして珍しいものではなくなっている。これらについては、転業先の業種にもよるが、メディアミックス・ライトノベル関係の仕事などを足掛かりにしてノンアダルト作品主体へとクリエイター活動の軸足を移していく者、異業種で改めて下からキャリアを積む者、元々他業界での実績がある人物で実質的にはその業界への復帰である者など様々であり、筆名をアダルトゲームで用いた当初の名義から一変させている人物や他ジャンルであらためて登場して以降は表向きにはアダルトゲーム業界・アダルト関連業界とは全く無縁になる人物も珍しくないが、かなりの割合でいわゆる萌え産業の範疇にその身を置くことになる（一例：アニメーション監督の新海誠。minoriのOP映像を製作していた。）（クリエイターとして転職しつつ萌え産業の範疇から脱出した稀有な例としては、ゲームシナリオライター経験者で最終的に直木賞作家となった山田桜丸（現：桜庭一樹）が存在する）。
その一方、商業ベースでの表現活動について回る様々な制約や規制を嫌った者や、あるいはゲーム産業よりも日程管理・版権管理がより厳しい商業出版やアニメの業界に適応ができなかった者、何らかの事情で商業ベースでの新たなビジネスチャンスに恵まれなかった者、元々から同人の分野で大々的に活動しておりそちらで高い知名度・人気・販売力を持っている者などには、メジャーシーンの商業作品からは一線を画した同人の世界に実質的な職業活動の活路を求めるケースも少なくない。その中にはアダルトゲーム業界で得た知名度も活かして短期間で大手同人サークルとなり、コミックマーケットなどの同人イベントに参加して同人誌・同人ソフトを大々的に販売したり、複数の同人ショップに卸しての委託販売を手掛けている者も見られる。近年では同人ショップの拡大などにより大手同人サークルの作品の販売規模が大規模化し、予算規模や販売量において小規模な商業ブランドに比肩する事実上の商業化を遂げたものも現れており、原画担当などには外注として商業ブランドと同人サークルの作品を両方手掛ける者も多い。

## メディアミックス展開

### メディアミックスの概要
アダルトゲームの分野においては、2000年代半ばごろ〜2010年代初頭ごろにかけて、版権ビジネスとしてメディアミックスが盛んに行われていた時期があり、主として以下のような展開が行われていた。
- コンシューマーゲーム機（家庭用ゲーム機）への移植
- アニメ化（OVA・テレビアニメ）
- ノベライズ
- コミカライズ
- パチンコ、パチスロ化

また、これらに付随してトレーディングカードなどをはじめ各種グッズや企画商品の販売が行われることも多い。
メーカー・ブランドにもよるが、アダルトゲームの業界ではゲームソフト開発資金の調達のために、関連グッズや各種メディアミックス展開についての諸権利を、資金を供給するゲームソフト卸の企業などへ開発の初期段階から譲渡しているものが珍しくない。それゆえ、メディアミックス展開は開発メーカー・ブランド側ではなく、ゲームソフト卸企業と出版社やレコード会社などのメディアミックス関連企業が主導権を握って進められることも多いのが特徴である。
また、アダルトゲーム関連のクリエイターはイラストレーターやライトノベルの挿絵という形で兼業している者も多く、コンシューマーゲーム機にも移植やキャラクターデザインなどの形で関与することから、アダルトゲームについては、メディアミックス企画という形での展開が決定されるまでには、単純にその当該作品にまつわる売上げや期待値のみならず、アニメ・出版・コンシューマーゲームの各業界やそれらの周辺産業の企業やプロダクションが複雑に絡むことになる。
そのような業界の事情から、既に実績を持つ人気原画家が関与したり、クリエイター個人やブランドのネームバリューで大きな期待を集めるなど、ヒット作となることを確実視されている作品などでは、ゲーム発売予定日の数カ月前という段階から、アニメ化を含むメディアミックス企画案が持ち込まれ（メディアミックス業界側から見れば、いち早い段階でその権利を確保しておこうとする）、原作ゲームの発売直後に異なるメディアやコンシューマーゲーム機での展開が次々と発表されるというケースも珍しくない。
現在ではメディアミックスができるようなフルプライス作品が大幅に減ったこと、売上の減少でそのような予算が削減されていったことで、メディアミックス（特にアニメ化）については規模縮小傾向にある。また、現在主流のスマホゲームやブラウザゲームや同人ゲームについてはメディアミックスにはあまり力を入れておらず、メディアミックスが行われているタイトルであってもWindows向けアダルトゲームがさかんにメディアミックスを行っていた2000代半ばごろ〜2010年代初頭ごろと比較すると規模は小規模であることが多い。

### アダルトゲームと家庭用ゲーム機との関係

#### 各メーカーの方針
現在、コンシューマーゲーム機と呼ばれるような家庭用ゲーム機でも特に日本のそれにおいては、業界草創期からハードウェアメーカーが性描写のあるアダルトゲームの制作を全面的に禁じており、性描写には至らない下着や胸元の露出などといった「お色気」そのものについてすら現在でも厳しい表現規制がつきまとっている。そのため主なメーカーはコンシューマーに移植される場合、パソコン版に比べ過激な性的表現を抑えたり一部もしくは丸ごとシーンを差し替えることで対応している。

##### 任天堂
上に書かれている方針は1980年代、任天堂が家庭用ゲーム機ファミリーコンピュータにおいて、当時の同社社長の山内溥率いる同社経営陣の主導によって、ライセンス許諾を取得しないで販売される同社が言うところの「裏ソフト」の撲滅を目的に運用されたサードパーティーに対する管理指針が基盤となっている。
全盛期の任天堂のソフトメーカーに対する管理や締め付けは極めて厳しいもので、パソコンを含む家庭用ゲーム機でアダルトゲームの制作を行っているメーカーの参入や開発を一切認めず、ファミコンソフトに関与するにあたってはアダルト要素を含むゲームの制作をパソコンなどでも行わないことを条件にしていたといわれる。当時コンシューマーゲーム機での一般向けとパソコンでのアダルト作品の両方の販売を行っていたメーカーは少なからず、任天堂の規制・干渉の回避を目的に社内カンパニーの実態でも本体とは別にブランドや販社を立ち上げている。
後継機スーパーファミコンや携帯ゲーム機ゲームボーイシリーズなどではグラフィック表現が向上したことなどからいくつかの移植作も存在するが、任天堂の姿勢に大きな変化は無かった。『ゲーム批評』のような雑誌のインタビューなどからも、山内時代の任天堂経営陣はギャルゲーについて質の低い作品が多く家庭用ゲームソフト全体の質を大きく下げた元凶と見なしていたことが窺われ、実際、任天堂の家庭用ゲーム機向けの移植はあまり行われなかった。社長が岩田聡に交替した後は従来の方針を変えつつあるが、アダルト描写が不可であることは現在まで一貫している。

##### 日本電気ホームエレクトロニクス
NEC-HE（1987年（昭和62年）にPCエンジンでコンシューマゲーム業界に後発参入）は、過去の任天堂とはまったく逆のスタンス「ハードウェアが売れるならばソフトの内容は問わない」という姿勢を取っていた。そのため、当初はPCエンジンに倫理規定は設けられていてPlayStationでコンシューマゲーム市場の主導権を握ったSCEも「ソニーチェック」と俗称される表現に対する厳しい独自規制を敷くなど、サードパーティーの管理や表現規制については多かれ少なかれ任天堂に類似した手法と基準を用いていた。
また、「原作のゲームと同一タイトルをつけることを認めない」というルールが制定され、著作権表示に元のブランド表記がない作品が多い。これにより『ONE 〜輝く季節へ〜』が移植されるとき『輝く季節へ』へと改題されている。
しかし性表現の制限は次第に寛容になっており、逆に積極的な利用をする例も見受けられるようになった。携帯ゲーム機であるPlayStation Portable向けにUMDPGというPSP専用の規格を作っており一部のメーカーがこれに沿ったアダルトゲームを発売している。また、『サービスショットが満載!!悩殺系ゲーム特集』のようにギャルゲーとアダルトゲームの区別がつけにくいソフトの広告も行うようになっている。
これらの規制によりアダルトゲームのギャルゲー化は作品の販路拡大・メディアミックスの手法として定着していく。だがこれは、単に家庭用ゲーム機に性的表現を盛り込むことをソフトメーカーが放棄したともいえ、年を追う毎にアダルトゲームとギャルゲーとの境界線はあいまいなものになっていった。
各ソフトウェアメーカーの動きとしては、メインストリームがPlayStation 3に移行してPlayStation 2のシェアが大きく衰退していった時期でも、PlayStation 3用ソフトウェアの開発費の恒常的な高コスト体質などの問題からPlayStation 2のプラットフォームで制作・発売されるケースは多かったが、次第にPlayStation PortableやPlayStation 3やPlayStation Vita、マイクロソフトのXbox 360など時代に合ったプラットフォームへ移行していった。

#### コンシューマ移植の実例

##### 日本電気ホームエレクトロニクス（移植の実例）
NECアベニューからドラゴンナイトシリーズ（II・III）・『ドラゴンナイト&グラフィティ』やCALシリーズを発売している。
また、次世代機であるPC-FXもアダルトゲームの制作が認められており「18禁X指定」枠で『同級生2』（1996年、NECアベニュー）、『Pia♥キャロットへようこそ!!』（1996年、カクテル・ソフト、PC-FX版は翌年自社発売）などが移植された。

##### セガ（移植の実例）
セガサターンでは『アイドル雀士スーチーパイSpecial』（1995年、ジャレコ）が発売されたが、「18歳以上推奨」で乳首の露出のみ不可とされたことにより、脱衣後の人体描写が不自然なものであったため『アイドル雀士スーチーパイRemix』（1995年、ジャレコ）は「18禁X指定」で発売されることとなった。
『野々村病院の人々』（エルフ）が「18禁X指定」枠で移植されている。「18歳以上推奨」では『同級生if』や『下級生』が移植されている。

##### ソニー・コンピュータエンタテインメント（移植の実例）
PlayStationについては上述の「ソニーチェック」によりアダルトゲームの移植自体は少なかった。ただし、原作の性的描写を抑えたりカットされる形、（『アイドル雀士スーチーパイ Limited』『アイドル雀士スーチーパイII Limited』のようにタイトルに「Limited」がつき、脱衣シーンを水着に差し替えている。）いわゆるギャルゲー化することで移植を果たした『同級生2』（1997年、バンプレスト）、『To Heart』（1999年、アクアプラス）のような実例は存在する。
PlayStation 2の時代には、タイトルは過去に他のハードウェアに移植されていないタイトルでもサブタイトルが付いている程度（もともとサブタイトルがあるタイトルでもサブタイトル部分が変更されている）であり、原作者表記についてはブランド名でなく法人名やコンシューマゲーム機向けに用意された別のブランド名が表記されていたケースがあったが全般的なものではなく、PlayStation時代に比べれば緩和されている。中にはパッケージ裏に原作者のロゴが表示されているものも存在するほどである。
だが、過去の規制の名残でPlayStationでもタイトルが完全に変わっている作品があるほか、形式上他機種からの移植といえる状況が発生しなくなった今日ではWindows版と同名で発売されるケースはない。PlayStation 3への移植は、アクアプラスから『WHITE ALBUM 綴られる冬の想い出』、GN Softwareから『涼風のメルト』が発売されている。

#### 移植と逆移植
ギャルゲー化という手法を確立したことでアダルトゲームのコンシューマゲーム機への移植のハードルが下がると、今度は逆にコンシューマゲーム機で発売されたギャルゲーがWindows版に移植されるようにもなった。その中には単純にWindowsにエミュレートしただけの作品もあるが、中にはギャルゲーに性的描写を追加し、アダルトゲームとして発売した作品も存在する。このようなWindows版移植作品を指して、コンシューマゲーム機からアーケードゲームへの移植と同様に「逆移植」と呼ぶこともある。
最初の事例は『6インチまいだーりん』（1998年、KID）が翌年にあいりゅによってアダルトゲームとしてWindowsに移植されたものと考えられるが、この作品の段階では原作自体の知名度の低さもあって一般化しなかった。その後もいくつかあったが、CEROの15歳以上対象のギャルゲーで発売された『ToHeart2』（2004年、アクアプラス）をアダルトゲーム化したWindows版の『To Heart2 XRATED』（2005年、Leaf）が発売されて以降広まっていく。ただし、このような作品の大半は事実上アダルトゲームメーカーが制作したギャルゲーを移し変えた物やシリーズ全体で見た最初の作品がアダルトゲームであり、Windows版への「逆移植」によるアダルト化移植は時間の問題、あるいはアダルトゲーム化を前提としていたなどの意見もある（Leafはアクアプラス内のブランド名）。
また、コンシューマゲーム機版から移植する際、サーカスの『D.C.II 〜ダ・カーポII〜』のように、既にWindows版を所有している者に対するセールスポイントにするため、コンシューマゲーム機版で新規追加したキャラクターに性的描写を加えるといった作品もある。具体的には、Windows版『D.C.II 〜ダ・カーポII〜』にヒロインを追加して性的描写を削除した内容で、タイトルを『D.C.II P.S. 〜ダ・カーポII〜 プラスシチュエーション』としてPlayStation 2に移植をし、この追加ヒロインにも新規に性的描写を加えて『D.C.II P.C. 〜ダ・カーポII〜 プラスコミュニケーション』としてWindowsに移植をしている。このようにゲーム内容の追加および性的描写の削除と追加を繰り返しながら、コンシューマゲーム機とWindowsの両プラットフォーム間を往復する事例も少なくない。
その一方、アリスソフトのようにほとんどの作品で性的な要素がゲーム内の根幹部に関わっており、軽微な改変によるギャルゲー化やコンシューマゲーム機への移植はコンセプト的に不可能という作品を作り続けているメーカーもある。もとより強姦魔が主人公の陵辱系作品や、性行為以外やることの無いいわゆる「抜きゲー」では、非アダルトゲーム化は不可能である。また、成年向けということから、人種・部落差別、麻薬、人身売買などの時事をストーリーに取り入れた作品は少なくないが、これも倫理上問題があるとして不可能とされる。

### OVA・テレビアニメなどの映像作品
アダルトゲームのアニメ化自体は1990年代の初頭から細々と行われていたものの、アニメ化作品でヒット作といえるだけのセールスを記録した最初の作品は、原作ゲーム自体もやはり大ヒット作であった『同級生 夏の終わりに』（1994年、ピンクパイナップル）であった。このころは家庭用ゲームへの移植が当初はアダルト色を何とか残しつつ行われたのと同様、R指定（15禁）ないし18禁のアダルトアニメで、レンタルビデオ店向けのアダルトビデオの一種として製作され、後にOVAとして販売されていた。
この流れが変わり始めたのは『エルフ版 下級生 〜あなただけを見つめて…〜』（1997年、ピンクパイナップル）で、性的描写が存在するR指定と、存在しない全年齢版の2種類が製作された。その後アダルトOVAとして製作された『同級生2』（1996年、ピンクパイナップル）が、1998年に性的描写の全カット・話数追加をして再編集の上、初めて地上波でテレビアニメとして放映された。
初めから性的描写を除外した地上波向けアニメとして企画された端緒は、『同級生2』のテレビ放送と同時期にテレビ東京で放映された『Night Walker -真夜中の探偵-』である。その後、1999年に『To Heart』が放映されたが、これは原作をアクアプラス名義とする、すなわちPlayStation移植版のギャルゲー化された作品を直接の原作と位置づけていた。以降は、ギャルゲーとしてコンシューマゲーム機にも移植可能、あるいは移植されたストーリー重視型や、過激なシーンをカットし、シナリオを修正すればギャルゲーとしても成立可能なタイプの作品がテレビアニメ化されている。その多くは、独立局などで放映されるUHFアニメである。
ローカル局以外では全国放送のWOWOWや、TBSのデジタル衛星放送BS-TBSがこの種のアニメの放映に比較的寛容である。例外的に在京キー局で放送された作品としては『Kanon』（2002年、東映アニメーション）がある。
2002年に『Piaキャロットへようこそ!!3』（2001年、F&C）、2005年に『AIR』（2000年、Key）が劇場版アニメとして上映された。ともにアダルトゲームを直接の原作にしながらも性的描写はカットされ、これらもギャルゲーのアニメ化作品とおおむね同様の様式になっている。
2005年1月からボーイズラブ系（女性向け）のアダルトゲームからアニメ化された作品としては最初のものとなる、『好きなものは好きだからしょうがない!!』（2000年、プラチナれーべる）がUHFアニメして放映され、その後も数的には男性向けのアダルトゲームほどではないがメディアミックス展開やアニメ化が行われるようになっている。
このように2000年代に入ってからアダルトゲームを原作としてこれに非アダルト作品へと大幅なアレンジを施してのメディアミックス展開やテレビアニメ化が多数進められるようになった要因としては、「萌え」という要素がサブカルチャーの世界では極端にニッチなものではなくなってきたことに加え、青少年保護関連の法律や条例の整備が進み、法的拘束力のあるゾーニングが実現したことに伴い、アダルト表現を含まない形であれば少年・少女も対象とした商品展開も容易に行えるようになったことや、1999年に『To Heart』でPlayStation版とテレビアニメを連携させるメディアミックス手法が成功したため、これを雛形とすることでその後はアダルト版・コンシューマ機版のファン全般を販売戦略の主ターゲットとして位置づけた企画としてテレビ局にプレゼンを行うことが可能になったことなどが挙げられる。また、従来はサブカルチャーの王道としてテレビアニメの原作の中核を担ってきた週刊連載漫画やライトノベルの人気作品がより大作・長期化の傾向になったことで、これらよりも小規模で手頃なメディアミックス企画を立ち上げるのに好適な素材としてアダルトゲーム原作作品に着目した出版社・アニメ製作会社などのメディアミックス企業と、メディアの大容量化や複数ヒロインによるマルチシナリオ・マルチエンディング、他にも豪華な初回特典などが事実上必須になってトータルのパッケージが肥大化し、開発費・関連経費の増加傾向に歯止めが効かない現状で、経営を安定させるための収益チャンスや作品・ブランドの知名度やネームバリューの向上機会を模索するゲーム制作会社・流通会社と、双方の思惑と利益が一致したというところが大きな要因として存在する。また、上述したとおりメディアミックスには様々な業界が関連するため、メディアミックス企業が複数チャンネル同時展開の中核としてアニメ企画を立ち上げて原作ゲームとの二本柱の体制を構築し、他の各種グッズやコミカライズ展開などの中心軸として活用するパターンも多い。
その一方で、性的描写・性行為を物語上のメインとしているため、家庭用ゲーム機への移植やテレビアニメ化が不可能な（または一般向けのメディアミックスが望めない）「抜きゲー」と呼ばれるジャンルの作品についても、アダルトアニメ化によるOVA展開は続けられており、レンタルビデオ向けなどを中心に一定規模の市場が構築されている。
実写のアダルトビデオ化されたものは、『夜勤病棟』（1999年、ミンク）や『対魔忍アサギ』（2005年、Lilith）などの例があるが、数は少ない。

### 漫画・小説など書籍
1990年代以降、多くのアダルトゲーム作品で、これを原作にした小説化作品が刊行されている。
大半はジュブナイルポルノと呼ばれるジャンルに属する官能小説で、多くは新書判で刊行されている。その一方で、一部ではあるが性的要素を排除するなど大幅なアレンジを加えライトノベル化したものも存在し、このような作品は大半がライトノベルのレーベルから刊行されている。ジュブナイルポルノの場合、ゲームのシナリオライターと原画担当者がそのまま本文と挿絵を担当したり、ゲームの画像・素材が挿絵として流用されるケースが多い。対照的にライトノベルの場合、本文ではかなりの割合で、挿絵についてもある程度の割合で、出版社と繋がりのある別の若手・中堅作家が起用される。そのため、ライトノベル化作品では雰囲気が大きく変わることも珍しくない。
なお、過去にはアリスソフトの『DARCROWS』のように、メーカー自身がノベライズ作品を自費出版の形で企画・制作し、自社のファンクラブ会員限定で通信販売したケースもある。
一部作品ではコミカライズが行われることがあるものの、こちらについてはテレビアニメとのタイアップであったり、あるいはテレビアニメ化などの他のメディア展開を見据えたファン層の動向調査を兼ねるなど、大半が何らかの別のメディアミックス企画やその構想に深く関連しており、そのような性格を持つ企画となった場合、ほとんどのケースで性的要素を減らした形で雑誌掲載、単行本化されている。また、原画担当者にはイラストレーターとしての技術を持っていても、漫画作品の制作に必要なコマ割りやネーム作りの技術や、連載で必要な一定期間で所定枚数の原稿を仕上げるノウハウを持ち合わせていない者や、特に人気の人物の場合には原画・イラストの仕事だけでも多忙で漫画制作を行う時間的余裕が確保できない者も珍しくない。このような都合から、出版社側の人脈でコミカライズ担当の漫画家が起用されることが大半で、原作ゲームの原画担当者自身が漫画を作画することは稀である。
なお、ノベライズやコミカライズにあたって出版社側が作家・漫画家を用意する場合、ゲームメーカーの意向として、ノベライズやコミカライズの担当者の個性・才能を期待して裁量を大きく与えたり、ゲーム側を「正伝」、出版作品側を「外伝」などと位置づけて、意図的に雰囲気を変えさせている場合がある。たとえば、『闘神都市』シリーズ（アリスソフト）のノベライズ作品として1999年に出版された『闘神都市 紅の記憶編』（ワニブックス）のように、ゲームソフトからは世界観と基本設定のみが流用され、キャラクターやストーリーは完全に小説オリジナルというものも存在する。